# Uwe Wagner
Uwe Wagner (* 1963 in Bad Godesberg) ist Gynäkologe, Professor an der Klinik für Frauenheilkunde und Geburtshilfe der Philipps-Universität Marburg und Ärztlicher Geschäftsführer des Universitätsklinikums Marburg des Universitätsklinikums Gießen und Marburg (UKGM).

## Leben
Uwe Wagner war nach dem Studium der Humanmedizin an der Rheinischen-Friedrich-Wilhelms-Universität in Bonn wissenschaftlicher Assistent an der dortigen Universitäts-Frauenklinik. 1995 wurde er Facharzt für Frauenheilkunde und Geburtshilfe und 1997 Leitender Oberarzt an der Bonner Universitäts-Frauenklinik. 1998 wechselte er an die Eberhard Karls Universität Tübingen und war bis 2002 stellvertretender Ärztlicher Direktor der dortigen Universitäts-Frauenklinik. Am 1. Oktober 2002 folgte er einem Ruf nach Marburg und wurde Direktor der Klinik für Gynäkologie, Gynäkologische Endokrinologie und Onkologie. Nach einer Umstrukturierung wurde er 2014 Direktor der Klinik für Frauenheilkunde und Geburtshilfe auf den Marburger Lahnbergen. Am 2. Dezember wurde er vom Aufsichtsrat der Universitätsklinikum Gießen und Marburg GmbH zum neuen Ärztlichen Geschäftsführer des Universitätsklinikums Marburg bestellt.

## Schaffen
Seit 2002 baute Wagner sukzessive das „Brustzentrum Regio“ auf, mit dem sechs Krankenhäuser und 76 niedergelassene Frauenärzte zusammenarbeiten. Seit 2010 baute Wagner ein regionales onkologisches Versorgungsnetzwerk für die RHÖN-Kliniken mit zunächst zwölf Partnern in ganz Deutschland auf. Von 2016 bis 2020 hatte die chefärztliche Leitung der Gynäkologischen und Geburtshilflichen Abteilungen der Asklepios-Klinik in Lich inne. Seit 2018 baut er ein überregionalen onkologisches Versorgungsnetzwerk mit neun angeschlossenen ambulanten onkologischen Anbietern in der Region auf. Um die stationären und ambulanten OP-Kapazitäten zu restrukturieren und deren Effizient zu steigern, übernahm er im April 2020 zusätzlich die Leitung des OP-Managements am UKGM in Marburg. 
2014 erhielt er den Preis für ausgezeichnete Lehre am Fachbereich Medizin.
Seit 2002 ist Wagner im Fachausschuss Gynäkologie der Geschäftsstelle Qualitätssicherung Hessen und wiederholt Mitglied der Bundesfachgruppe operative Gynäkologie. Seit 2012 koordiniert er die S3-Leitlinie „Maligne Ovarialtumoren“ und arbeitet seit dieser Zeit an der Entwicklung von Qualitätsindikatoren aus der S3-Leitlinie maligne Ovarialtumoren. Außerdem ist er Sprecher des German Board of Gynecology and Obstetrics. Seit 2020 ist er am DFG-Graduiertenkolleg „Das inflammatorische Tumorsekretom: Vom grundlegenden Verständnis zu neuen Therapien“ beteiligt.

## Werke
Uwe Wagner forscht und publiziert auf dem Gebiet der Krebserkrankungen von Frauen und hat unter anderem an folgenden Büchern mitgewirkt: 
- Praktische Anleitung zur Gynäkologie (1996)
- Operationsatlas Gynäkologische Onkologie (2013), ISBN 978-3-642-35128-0
- Inkontinenz- und Descensuschirurgie der Frau (2014), ISBN  978-3-662-43671-4